# Dreieinigkeitskirche (Berlin-Gropiusstadt)

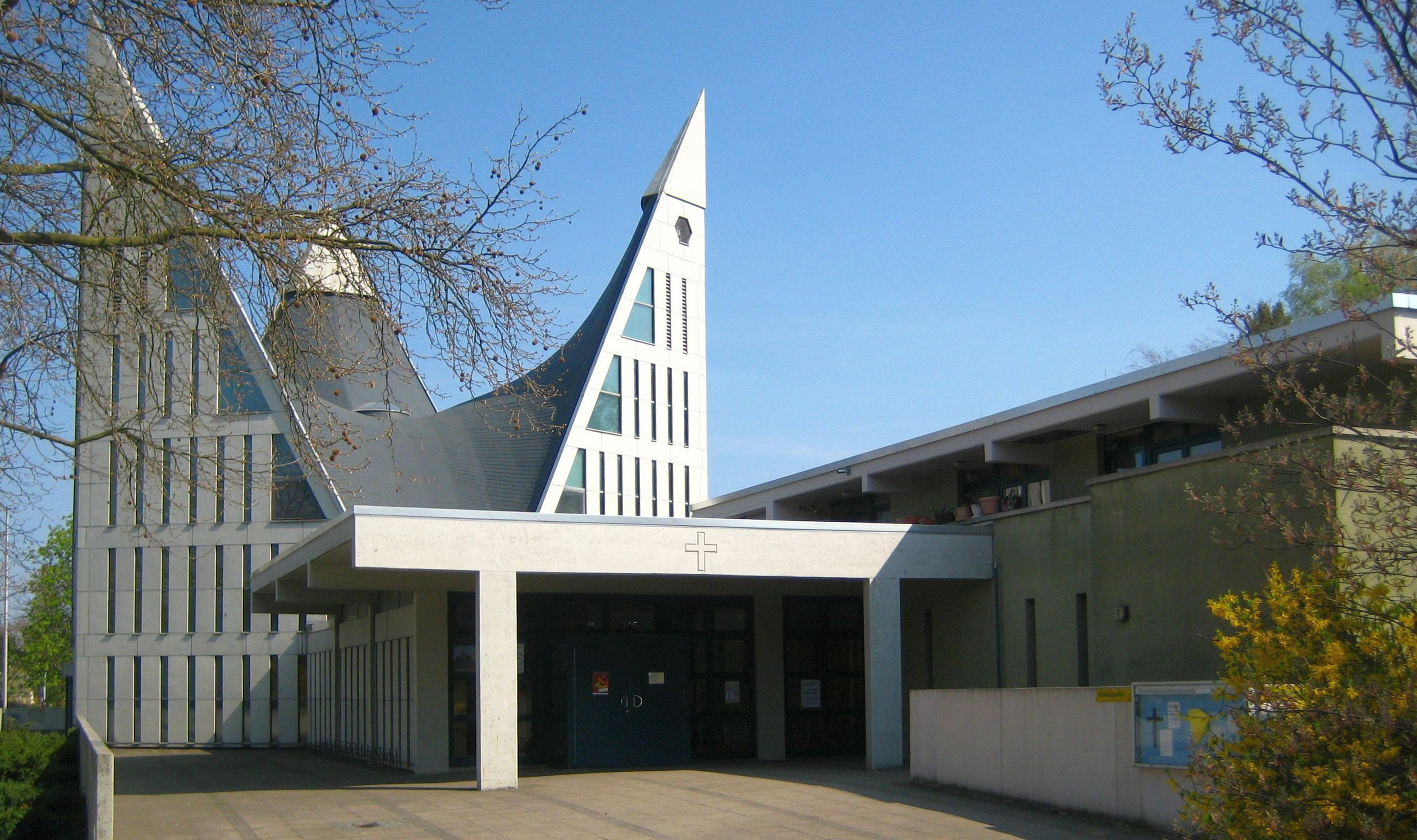
Dreieinigkeitskirche

Die evangelische Dreieinigkeitskirche (ⓘ) ist eine Kirche im Berliner Ortsteil Gropiusstadt des Bezirks Neukölln. Sie entstand von 1969 bis 1971 nach Entwürfen des Architekten Reinhold Barwich und steht seit 2008 unter Denkmalschutz.

## Geschichte
Im Oktober 1950 gründete sich die evangelische Kirchengemeinde Buckow-Ost, die sich 1972 nach mehreren Eingliederungen angrenzender Kirchengemeinden in Evangelische Dreieinigkeitskirchengemeinde Berlin-Buckow umbenannte. Als Namensgeber diente die Heilige Dreieinigkeit. Durch das starke Wachstum der Gemeinde wurde die bis dahin genutzte Kapelle zu klein, sodass ab 1955 der Bau eines neuen Kirchengebäudes forciert wurde. Der Standort der neuen Kirche sollte in unmittelbarer Nähe der provisorisch genutzten Kapelle in der Rudower Straße 120 liegen, sodass das gemeindeeigene Grundstück an der Rudower Straße/Heroldweg (heute: Lipschitzallee) ausgewählt wurde. Die Grundsteinlegung erfolgte am 15. Mai 1969. Die Kirchweihe fand am 20. Juni 1971 statt.

## Bauwerk
Die Wettbewerbsausschreibung sah ein Kirchengebäude mit angrenzender Kindertagesstätte vor. Der Architekt Reinhold Barwich überzeugte mit seinem Entwurf für eine Zentralkirche mit drei Dachspitzen. An drei Schildwänden aus Stahlbeton sind Emporen angebracht, womit der Raum vielseitig verwendbar ist. Neben der Kirchennutzung eignet er sich in besonderem Maße für Theater- und Musikaufführungen. Im Jahr fand 1971 die europäische Uraufführung von George Taboris Stück Pinkville in der Dreieinigkeitskirche statt.

## Ausstattung
Der sechseckige Grundriss umfasst einen Zentralraum, in dessen Mitte der Altar steht, die Kanzel ist seitlich platziert. Bei Musikveranstaltungen wird auch die Steinmeyer-Orgel benutzt, die sich auf einer der Emporen befindet. Ihre Disposition kann bei Orgel Databank eingesehen werden. Die Kanzel wurde in die Hauptachse unter die Orgel verlegt.
Die Namensgebung zeigt sich im Baukomplex auch in den drei Einrichtungen: evangelisch-lutherische Kirchengemeinde, evangelische Kindertagesstätte und die Diakonie auf dem Gelände rund um die Dreieinigkeitskirche.

## Gemeindeleben
Seit dem Jahr 2009 arbeiten alle Bereiche daran, möglichst gleichberechtigt zu kooperieren. Die Inklusion wird hier aktiv betrieben: Zugänge sind weitestgehend barrierefrei, im Kirchenraum sind induktive Hörschleifen installiert, Textafeln gibt es auch in Brailleschrift, Piktogramme erleichtern die allgemeine Orientierung. Menschen mit Beeinträchtigungen arbeiten im Gemeindebeirat mit oder singen in den Chören. Gottesdienste und Feste werden gemeinsam gefeiert, Mittagessen und Tanzveranstaltungen werden für alle Interessenten organisiert.
Die Kircheneinrichtung wird vom gemeinnützigen Verein Laib und Seele als Ausgabestelle der Berliner Tafel genutzt.